# 480 Hansa
Hansa (asteroide 480) é um asteroide da cintura principal com um diâmetro de 56,22 quilómetros, a 2,5211263 UA. Possui uma excentricidade de 0,0466305 e um período orbital de 1 570,71 dias (4,3 anos).
Hansa tem uma velocidade orbital média de 18,31580738 km/s e uma inclinação de 21,29332º.
Este asteroide foi descoberto em 21 de Maio de 1901 por Max Wolf e Luigi Carnera.